# Пруси (Бановце на Бебрави)
Пруси (слч. Prusy) насељено је мјесто са административним статусом сеоске општине (слч. obec) у округу Бановце на Бебрави, у Тренчинском крају, Словачка Република.

## Становништво
| Година:    | 1994. | 2004.   | 2014.   | 2024.    |
| ---------- | ----- | ------- | ------- | -------- |
| Број људи: | 531   | 551     | 598     | 666      |
| Разлика:   |       | +3,76 % | +8,52 % | +11,37 % |

| Година:    | 2023. | 2024.   |
| ---------- | ----- | ------- |
| Број људи: | 648   | 666     |
| Разлика:   |       | +2,77 % |

Према подацима о броју становника из 2011. године насеље је имало 554 становника.